# Huckleberry Finn

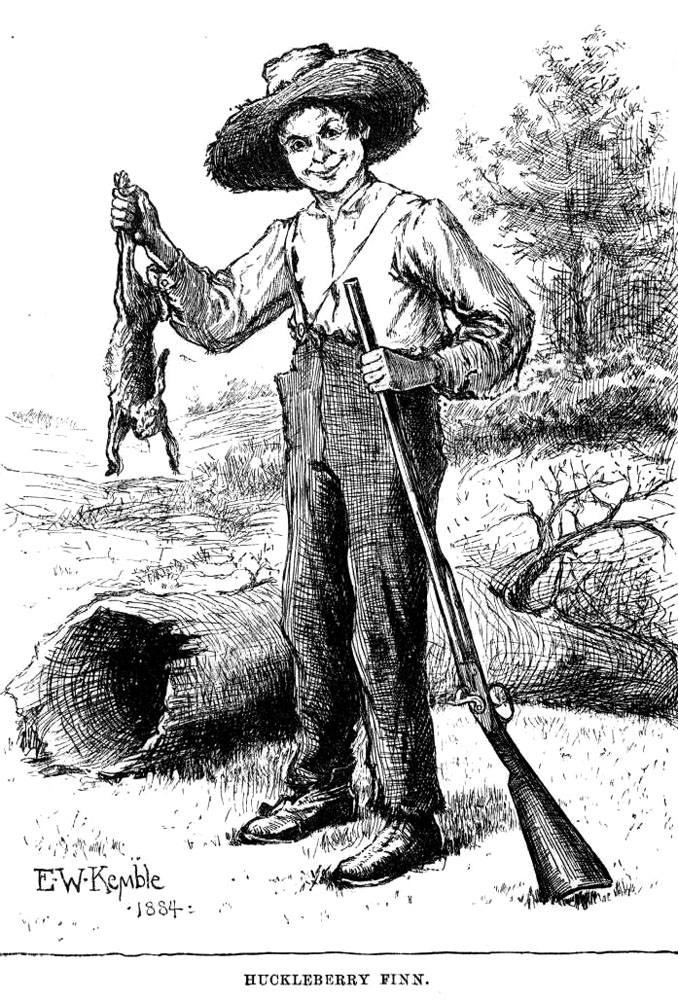
Postać Hucka przedstawiona na rysunku Edwarda W. Kemble'a z oryginalnego wydania Przygód Hucka

Huckleberry „Huck” Finn – fikcyjna postać stworzona przez Marka Twaina. Pierwszy raz pojawia się w książce Przygody Tomka Sawyera, gdzie ma 12 lub 13 lat, następnie jako główny bohater i narrator w jej kontynuacji Przygody Hucka jako o rok starszy chłopiec. Huck pojawił się również w dwóch kolejnych powieściach Twaina: Tomek Sawyer za granicą (Tom Sawyer Abroad) oraz Tomek Sawyer detektywem (Tom Sawyer, Detective).

## Życiorys
Ojcem Hucka jest alkoholik i włóczęga „Pap” Finn, żyjący z tego, co dostał od innych. Bezdomny, spał kątem pod cudzymi domami, a podczas burzy w pustych beczkach po piwie. „Pap” Finn jest awanturniczym mężczyzną w średnim wieku. Jedyną metodą wychowawczą Papy była przemoc fizyczna. Mimo że wydaje się mieć drwiący stosunek wobec edukacji i cywilizowanego życia, Pap zazdrości Huckowi i jest rozwścieczony tym, że syn próbuje osiągnąć więcej niż on i żyć w lepszych warunkach. Huck nie ma żadnych synowskich uczuć do ojca.
Huck prowadzi życie pozbawionego środków do życia przybłędy. Twain pisze o nim „młodociany parias wioski” („the juvenile pariah of the village”). Opisuje go jako bezczynnego, nieprzestrzegającego prawa, wulgarnego i złego, za co uwielbiają go okoliczne dzieci, a ich matki „szczerze się go boją” („cordially hated and dreaded”).
Huck z natury jest niewinnym chłopcem, potrafi postępować prawidłowo, wbrew panującej w tamtym czasie na Południu Stanów Zjednoczonych teologii i mentalności uprzedzeń. Najlepszym tego przykładem jest decyzja Hucka o pomocy Jimowi, zbiegłemu niewolnikowi, mimo przekonania, że pójdzie przez to do piekła.
Jego wygląd opisany jest w Przygodach Tomka Sawyera. Nosi za duże ubranie, które prawdopodobnie dostał od organizacji dobroczynnej, opisane przez Twaina jako „trzepoczące szmaty”. Miał podarty, zniszczony kapelusz i spodnie podtrzymywane przez tylko jedną szelkę.
Ciotka Toma, Polly, nazywa Hucka „biednym, pozbawionym matki nieszczęśnikiem”. Huck w Przygodach Tomka Sawyera zwierza się Tomowi, że pamięta swoją matkę i nieustanne kłótnie rodziców.
Huck wiedzie beztroskie życie pozbawione społecznych zasad, kradnąc arbuzy i kurczaki oraz „pożyczając” łódki i cygara. Przez swoje niezwykłe dzieciństwo Huck nie otrzymał prawie żadnej edukacji. Pod koniec Przygód Tomka Sawyera zostaje adoptowany przez Wdowę Douglas, która wysyła go do szkoły w podzięce za uratowanie jej życia.
W Przygodach Hucka, będących kontynuacją Przygód Tomka Sawyera Wdowa próbuje „ucywilizować” od niedawna bogatego Hucka. Ojciec zabiera go od niej, jednak chłopcu udaje się upozorować własną śmierć i uciec na Wyspę Jacksona, gdzie przypadkowo spotyka Jima, niewolnika, który był własnością siostry wdowy Douglas, pani Watson.
Jim ucieka, ponieważ przypadkiem podsłuchał, iż pani Watson chce sprzedać go na południe za 800 dolarów. Jim chce przedostać się do Ohio, gdzie będzie mógł znaleźć pracę a następnie wykupić wolność swojej rodziny. Następnie płyną tratwą w dół rzeki Missisipi. Jim – by uwolnić się od niewolnictwa, Huck – by uwolnić się od ojca. Ich wspólne oraz samotne przygody Hucka stanowią istotę książki.
Ostatecznie Jim zdobywa wolność przez śmierć pani Watson, która w swoim testamencie uwalnia go. Dowiadujemy się, że ojciec podczas nieobecności Hucka umiera i chociaż Huck jest teraz bezpieczny, to nie decyduje się na powrót do St. Petersburga, postanawia uciec na terytorium Indian.
W książkach Tomek Sawyer za granicą i Tomek Sawyer detektywem Huck jednak znowu mieszka w St. Petersburgu po wydarzeniach zawartych w Przygodach Hucka. W pierwszej z nich Huck, Tom i Jim udają się w szaloną zamorską podróż balonem. W drugiej, która rozgrywa się rok po "Przygodach", Huck pomaga Tomowi rozwiązać sprawę tajemniczego morderstwa.

## Związki z innymi postaciami
Huck jest najbliższym przyjacielem Toma. Ich przyjaźń jest częściowo oparta na chęci Toma do naśladowania stylu bycia Hucka, zafascynowaniu jego wolnością i możliwością robienia czego chce, na przykład przeklinania, czy palenia fajki. Tom otwarcie przechwala się przed swoim nauczycielem, że spóźnił się do szkoły, ponieważ zatrzymał się, by porozmawiać z Huckiem Finnem, wiedząc, że zostanie za to ukarany.
Jim, zbiegły niewolnik, z którym Huck zaprzyjaźnia się, jest kolejną osobą, która silnie oddziałuje na życie małego włóczęgi. Jest symbolem moralnego przebudzenia, które chłopiec przeżywa podczas trwania akcji powieści Przygody Hucka.

## W kulturze popularnej
Powstało ponad 50 filmów fabularnych oraz seriali telewizyjnych, w których pojawia się postać Hucka. Pierwszym z nich był niemy obraz Tom Sawyer z 1917 roku, gdzie w postać Hucka wcielił się Robert Gordon.